# Zhabar i Poshtëm
Zhabar i Poshtëm (serb. Доње Жабаре, Donje Žabare) – wieś w Kosowie, w regionie Mitrovica, w gminie Mitrovica.
Według danych szacunkowych na rok 2011 liczyła 7 394 mieszkańców.